# Lampadena notialis
Lampadena notialis és una espècie de peix de la família dels mictòfids i de l'ordre dels mictofiformes.
Els acults poden assolir 13,9 cm de longitud total.És un peix marí i d'aigües profundes que viu entre 0-800 m de fondària a l'Atlàntic, l'Índic i el Pacífic.